# جمال عرفات
جمال عبد الرؤوف داوود عرفات القدوة الحسيني (1919-1989) سياسي فلسطيني وُلد في مدينة القدس وتوفي في السعودية، ودفن في البقيع في المدينة المنورة. واسمه الكامل جمال عبدالرؤوف داوود عرفات القدوة الحسيني وهو الشقيق الأكبر للرئيس ياسرعرفات. وكان أكثر استقرار عائلة الحسيني في مدينتي القدس وغزة حيث تواصل وجودها في مدينة القدس طوال العصر العثماني. حيث عاصر المناضل جمال عبدالرؤوف القضية الفلسطينية منذ بدايتها.

## حياته العلمية
تلقى جمال تعليمه الأساسي والثانوي في مدينة القاهرة. التحق بكلية الآداب في قسم الصحافة في جامعة القاهرة (كانت تُدعى في حينها جامعة الملك فؤاد الأول). وتطوع جمال أيضاً في الدفاع المدني في مدينة القاهرة إبّان الحرب العالمية الثانية في عام 1939، إذ كان مسؤولًا عن توزيع الأقنعة على الأهالي خشية استنشاق غاز القنابل السام التي كانت تلقيها الطائرات الألمانية والإيطالية.

## حياته العملية
عين جمال سكرتيراً عاماً لحكومة عموم فلسطين برئاسة أحمد حلمي باشا عبد الباقي عام 1948، والتي حلت فيما بعد من قبل جامعة الدول العربية عام 1952، وأبقت على رئيسها أحمد حلمي وسكرتيره جمال عرفات والتي كانت من ضمن صلاحياتها إصدار جواز السفر باسم حكومة عموم فلسطين.
عمل جمال عرفات صحفياً وانخرط في العمل السياسي حيث شغل منصب سكرتير عام رابطة كفاح الشعوب العربية والإسلامية ومقرها القاهرة، حيث ربطته صداقات متميزة مع العديد من أقطاب السياسة ورجال الدين وعلى الأخص الرؤساء الراحلين أحمد بن بيلا، والحبيب بورقيبة، وشيخ الأزهر الأسبق المرحوم عبد الله دراز، كما ربطته علاقة صداقة بالرئيس الأسبق المرحوم اللواء محمد نجيب.
شغل جمال عرفات ممثل للهيئة العربية العليا في الجزائر عام 1962 حيث كانت تربطه علاقة صداقة مع قادة الثورة الجزائرية أثناء وجودهم في القاهرة. وشغل جمال عرفات (أبو رؤوف) في حقبة السبعينات منصب رئيس فرع الهلال الأحمر الفلسطيني بالقاهرة، بالإضافة لتوليه مسؤولية الإشراف على بيوت سكن الطالبات الفلسطينيات المغتربات للدراسة في الجامعات المصرية، حيث كان يعتبر كوالد لهن في الغربة. وعين أبو رؤوف سفيراً لدولة فلسطين في الخرطوم بين أعوام 1983-1986، كما شغل منصب سفير فلسطين في صنعاء من عام 1986 وحتى تاريخ وفاته 9 شباط 1989 حيث كان عميداً للسفراء العرب في ذلك الوقت.

## أوسمة
منح الرئيس محمود عباس جمال عبد الرؤوف عرفات وسام نجمة الشرف من الدرجة العليا. وتسلم هذا الوسام رؤوف نجله، وذلك في مقر إقامة الرئيس في العاصمة المصرية القاهرة، بحضور: أمين عام الرئاسة الطيب عبدالرحيم، ووزير الخارجية رياض المالكي، ووزير الأوقاف والشؤون الدينية محمود الهباش، والناطق باسم الرئاسة نبيل أبو ردينة، والمستشار الدبلوماسي للرئيس مجدي الخالدي.